# Гај (Русија)
Гај (рус. Гай) град је у Русији у Оренбуршкој области. Према попису становништва из 2024. у граду је живело 32363 становника.

## Становништво
| 1959. | 1970.  | 1979.  | 1989.  | 2002.  | 2010.  |
| ----- | ------ | ------ | ------ | ------ | ------ |
| 1.923 | 28.250 | 34.700 | 41.668 | 41.621 | 38.301 |